# Coupe de Russie 2016
Navigation
Édition précédente Édition suivante
La Coupe de Russie est une compétition internationale de patinage artistique qui se déroule en Russie au cours de l'automne. Elle accueille des patineurs amateurs de niveau senior dans quatre catégories: simple messieurs, simple dames, couple artistique et danse sur glace. En 2016 elle s'appelle également Coupe Rostelecom (Rostelecom Cup en anglais).
La vingt-et-unième Coupe de Russie est organisée à la Megasport Arena de Moscou du 4 au 6 novembre 2016. Elle est la troisième compétition du Grand Prix ISU senior de la saison 2016/2017.

## Résultats

### Messieurs
| Rang | Nom                | Pays       | Points | Programme court | Programme court | Programme libre | Programme libre |
| ---- | ------------------ | ---------- | ------ | --------------- | --------------- | --------------- | --------------- |
| 1    | Javier Fernández   | Espagne    | 292.98 | 2               | 91.55           | 1               | 201.43          |
| 2    | Shoma Uno          | Japon      | 285.07 | 1               | 98.59           | 2               | 186.48          |
| 3    | Alexei Bychenko    | Israël     | 255.52 | 4               | 86.81           | 3               | 168.71          |
| 4    | Mikhail Kolyada    | Russie     | 245.30 | 3               | 90.28           | 6               | 155.02          |
| 5    | Max Aaron          | États-Unis | 235.58 | 8               | 73.64           | 4               | 161.94          |
| 6    | Elladj Baldé       | Canada     | 225.45 | 6               | 76.36           | 8               | 149.09          |
| 7    | Keiji Tanaka       | Japon      | 224.91 | 10              | 69.13           | 5               | 155.78          |
| 8    | Chafik Besseghier  | France     | 223.98 | 5               | 80.68           | 10              | 143.30          |
| 9    | Gordei Gorshkov    | Russie     | 223.51 | 9               | 73.37           | 7               | 150.14          |
| 10   | Artur Dmitriev Jr. | Russie     | 221.52 | 7               | 76.06           | 9               | 145.46          |
| 11   | Deniss Vasiļjevs   | Lettonie   | 203.77 | 12              | 62.40           | 11              | 141.37          |
| 12   | Alexander Majorov  | Suède      | 192.14 | 11              | 67.80           | 12              | 124.34          |

### Dames
| Rang | Nom                  | Pays       | Points | Programme court | Programme court | Programme libre | Programme libre |
| ---- | -------------------- | ---------- | ------ | --------------- | --------------- | --------------- | --------------- |
| 1    | Anna Pogorilaya      | Russie     | 215.21 | 1               | 73.93           | 1               | 141.28          |
| 2    | Elena Radionova      | Russie     | 195.60 | 2               | 71.93           | 2               | 123.67          |
| 3    | Courtney Hicks       | États-Unis | 182.98 | 6               | 63.68           | 3               | 119.30          |
| 4    | Li Zijun             | Chine      | 181.83 | 5               | 63.89           | 4               | 117.94          |
| 5    | Elizabet Tursynbaeva | Kazakhstan | 181.32 | 4               | 64.31           | 5               | 117.01          |
| 6    | Yura Matsuda         | Japon      | 177.65 | 7               | 61.57           | 6               | 116.08          |
| 7    | Nicole Rajičová      | Slovaquie  | 167.56 | 8               | 57.91           | 7               | 109.65          |
| 8    | Roberta Rodeghiero   | Italie     | 159.80 | 12              | 52.57           | 8               | 107.23          |
| 9    | Anastasia Galustyan  | Arménie    | 159.26 | 9               | 55.93           | 9               | 103.33          |
| 10   | Angelīna Kučvaļska   | Lettonie   | 151.09 | 11              | 54.29           | 10              | 96.80           |
| 11   | Kanako Murakami      | Japon      | 151.03 | 10              | 55.25           | 11              | 95.78           |
| 12   | Ioulia Lipnitskaïa   | Russie     | 148.46 | 3               | 69.25           | 12              | 79.21           |

### Couples

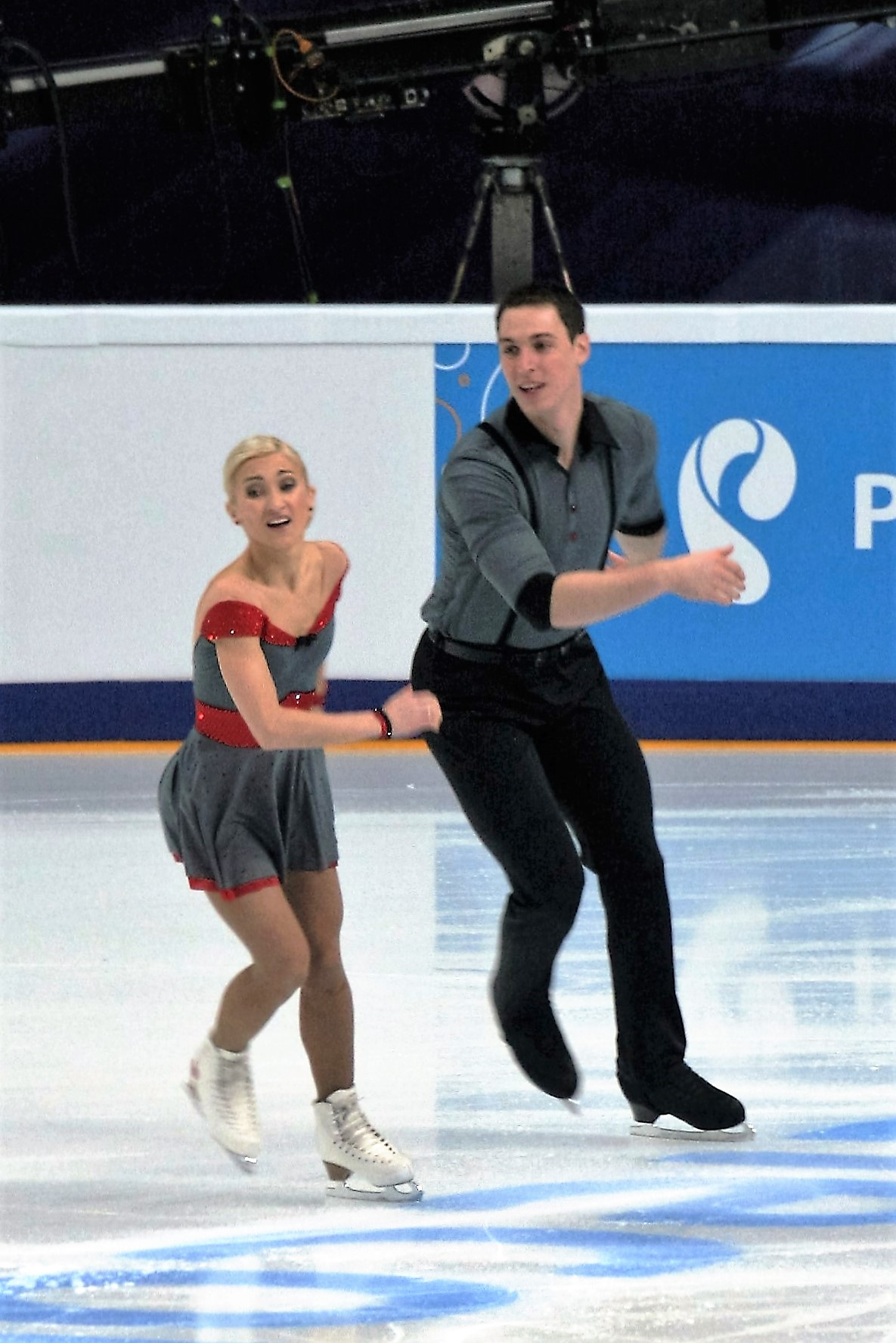
Les médaillés d'or Aljona Savchenko et Bruno Massot

| Rang | Nom                                 | Pays      | Points | Programme court | Programme court | Programme libre | Programme libre |
| ---- | ----------------------------------- | --------- | ------ | --------------- | --------------- | --------------- | --------------- |
| 1    | Aljona Savchenko / Bruno Massot     | Allemagne | 207.89 | 2               | 69.51           | 1               | 138.38          |
| 2    | Natalia Zabiiako / Aleksandr Enbert | Russie    | 197.77 | 1               | 69.76           | 2               | 128.01          |
| 3    | Kristina Astakhova / Alexei Rogonov | Russie    | 188.74 | 4               | 65.51           | 3               | 123.23          |
| 4    | Valentina Marchei / Ondřej Hotárek  | Italie    | 187.61 | 3               | 66.82           | 5               | 120.79          |
| 5    | Julianne Séguin / Charlie Bilodeau  | Canada    | 183.37 | 5               | 61.72           | 4               | 121.65          |
| 6    | Camille Ruest / Andrew Wolfe        | Canada    | 167.19 | 7               | 60.09           | 6               | 107.10          |
| 7    | Alisa Efimova / Alexander Korovin   | Russie    | 165.07 | 6               | 61.27           | 7               | 103.80          |
| 8    | Goda Butkutė / Nikita Ermolaev      | Lituanie  | 137.08 | 8               | 47.39           | 8               | 89.69           |

### Danse sur glace
| Rang | Nom                                          | Pays        | Points | Danse courte | Danse courte | Danse libre | Danse libre |
| ---- | -------------------------------------------- | ----------- | ------ | ------------ | ------------ | ----------- | ----------- |
| 1    | Ekaterina Bobrova / Dmitri Soloviev          | Russie      | 186.68 | 2            | 74.92        | 1           | 111.76      |
| 2    | Madison Chock / Evan Bates                   | États-Unis  | 182.13 | 1            | 75.04        | 3           | 107.09      |
| 3    | Kaitlyn Weaver / Andrew Poje                 | Canada      | 178.57 | 3            | 69.81        | 2           | 108.76      |
| 4    | Charlène Guignard / Marco Fabbri             | Italie      | 170.45 | 4            | 67.72        | 4           | 102.73      |
| 5    | Tiffany Zahorski / Jonathan Guerreiro        | Russie      | 156.95 | 5            | 64.28        | 5           | 92.67       |
| 6    | Elliana Pogrebinsky / Alex Benoit            | États-Unis  | 153.92 | 6            | 62.93        | 6           | 90.99       |
| 7    | Laurence Fournier Beaudry / Nikolaj Sorensen | Danemark    | 152.52 | 7            | 62.82        | 7           | 89.70       |
| 8    | Alisa Agafonova / Alper Uçar                 | Turquie     | 143.90 | 8            | 59.31        | 8           | 84.59       |
| 9    | Sofia Evdokimova / Egor Bazin                | Russie      | 133.37 | 9            | 55.83        | 9           | 77.54       |
| 10   | Viktoria Kavaliova / Yurii Bieliaiev         | Biélorussie | 129.55 | 10           | 54.64        | 10          | 74.91       |

## Source
- Résultats de la coupe de Russie 2016 sur le site de l'ISU